# Friends, Lies, and the End of the World
Friends, Lies, and the End of the World - п'ятий студійний альбом американського панк-рок гурту Reach the Sky. Альбом був записаний у 2000 році та випущений у 2001.

До альбому увійшло 12 композицій.

## Учасники
- Кріс Часс — гітара.
- Брендан «Stuuuuu» Магуайр — бас гітара,
- Боб Махоні — барабани
- Ян Ларрабі — вокал
- Ден Таммик — бас

## Список композицій
1. Let Us Be Damned 2:11
2. This Sadness Alone 2:34
3. The Crowded Streets of Boston 2:17
4. A Year and a Smile 2:28
5. Raincheck 2:09
6. The Truth So Familiar 3:06
7. Stealing My Soul 2:20
8. Good Bye and Goodluck 3:32
9. Wherever You Go 2:33
10. Sunday Morning Awake 2:20
11. My Updated Epitaph 2:36
12. Stars Lead the Way 3:56